# Galipea trifoliata
A Galipea trifoliata a rutafélék (Rutaceae) családjába tartozó Galipea növénynemzetség egyik faja.
A növényt Jean Baptiste Christian Fusée-Aublet  francia botanikus írta le 1775-ben. Mivel ugyanezen a latin néven korábban az angosztura (érvényes latin nevén Angostura trifoliata) nevű növényfaj is ismeretes volt, így a „Galipea trifoliata” tudományos név két növényt is jelenthetett. Az angoszturára vonatkozó „Galipea trifoliata (Willd.) H.Karst.” botanikai nevet mára érvénytelenné (illegitimmé) tették, ennek ellenére nem egyértelmű szövegekben a két növény összetévesztésének lehetősége továbbra is fennáll.

## Elterjedése
Dél-Amerikában Kolumbia, Venezuela, Guyana, Suriname, Francia Guyana, Brazília (Acre államtól egészen Maranhão államig), Peru és Bolívia területén, valamint a közép-amerikai Panamában őshonos. Francia Guyanában az Orapu folyó partján élnek egyedei, a növény itteni neve inga.

## Megjelenése
Legfeljebb 2 m magas cserje, kis fa. Levelei ujjasan összetettek, három levélkéből állnak, melyek felülete sima. Virágai aprók, zöldes színűek, sátorvirágzatot alkotnak. A virágzati kocsányok rövidebbek a leveleknél. A virágokban 4 porzó található, melyek közül kettő meddő.

## Fitokémiája
A növény kérgének kivonatából ismerték meg 1987-ben a galipein nevű kumarinvegyületet. A kémiai elemzés a galipein mellett két másik, de akkor már ismert kumarint is kimutatott, a ramozint és a phebalozint.